# Propebela eurybia
Propebela eurybia é uma espécie de gastrópode do gênero Propebela, pertencente a família Mangeliidae.